# Francesco Squarcione

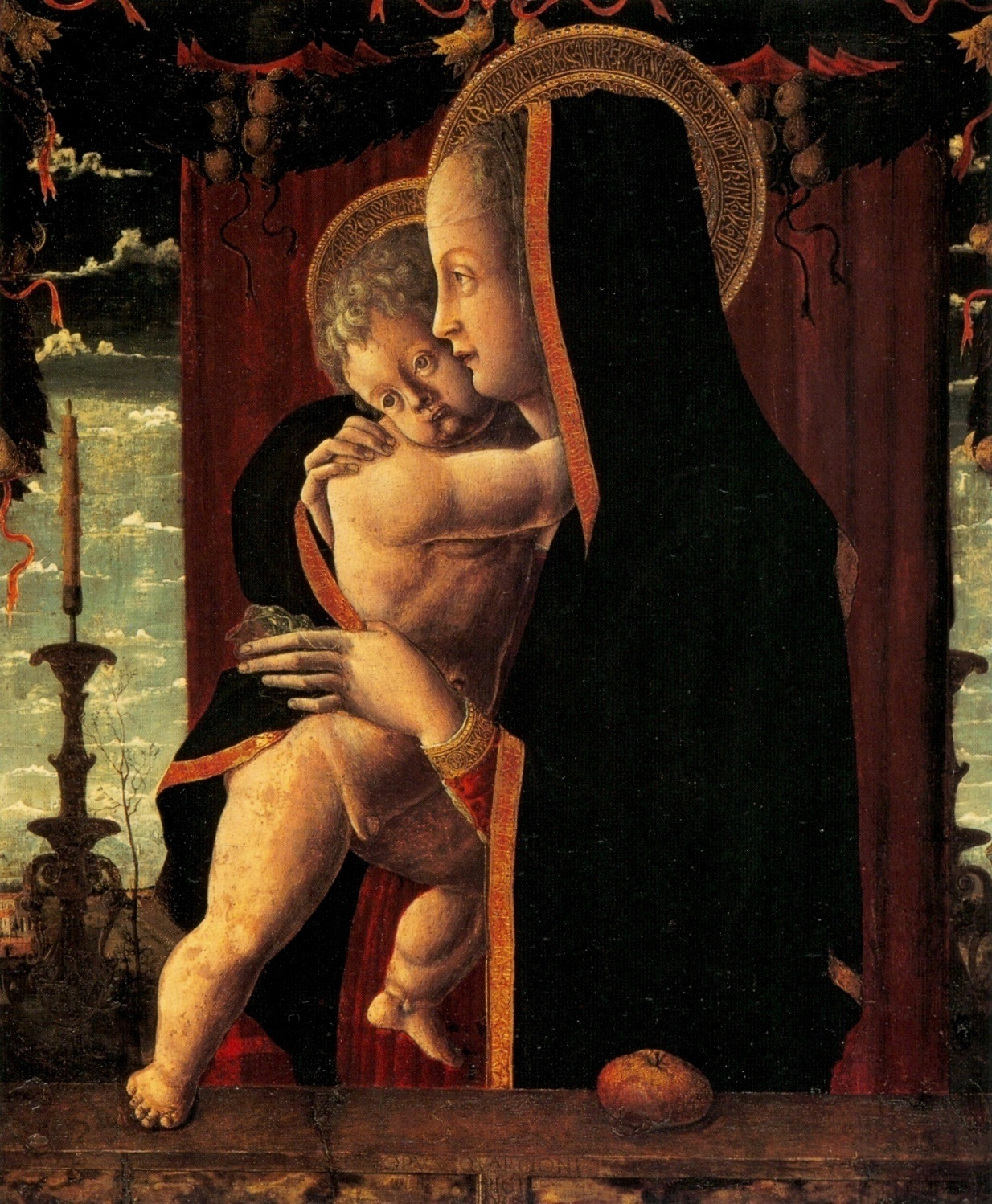
Francesco Squarcione – ”Jungfrun och Barnet” (cirka 1460). Staatliche Museen, Berlin.

Francesco Squarcione, född 1397 i Padua, Italien, död 1468 i Padua, var en italiensk målare, lärare och antikvitetshandlare, grundare av Paduaskolan.
På resor i Grekland och Italien samlade Squarcione antikviteter, vilka påverkade hans egna verk och hans elevers, som inkluderade Andrea Mantegna, Cosimo Tura och Carlo Crivelli.